# Aser (tribù)

Simbolo della tribù di Aser

Aser è l'ottavo figlio di Giacobbe, il secondo con Zilpa, ancella di Lia.
È anche il nome della tribù israelitica che ha come capostipite Aser stesso.